# Dangerous Days
Dangerous Days è un film muto del 1920 diretto da Reginald Barker. Si basa sull'omonimo romanzo di Mary Roberts Rinehart che scrisse anche la sceneggiatura del film insieme a Charles Kenyon, J.G. Hawks e Thompson Buchanan.

## Trama
Herman Klein, un tedesco trapiantato negli Stati Uniti, è un dipendente fidato della Spencer Steel Works, una grande fabbrica di munizioni che è considerata un obbiettivo militare. Rudolph, il fratello di Herman che lavora come spia al soldo della Germania, cerca di indurlo a far saltare in aria la fabbrica, ma incontra il deciso rifiuto di Herman. Quando scoppia la prima guerra mondiale, Graham, il figlio del proprietario, vuole arruolarsi nell'esercito, ma sua madre Natalie, una fredda signora dell'alta società, riesce a dissuaderlo. Rudolph, intanto, instilla nella mente del fratello un sospetto che diventa presto certezza, quello che Graham stia cercando di sedurre la figlia di Herman, Anna. Il desiderio di vendicarsi porta Herman ad accettare finalmente il piano di Rudolph per far saltare la fabbrica. Anna, avendo sentito per caso del complotto, corre ad avvisare Spencer, ma rimane intrappolata, morendo nell'esplosione. La sua morte rafforza in Graham la decisione di arruolarsi. Natalie, dopo la partenza del figlio per la guerra, abbandona il marito, lasciandolo libero di amare Audrey Valentine, una vedova che ha perso suo figlio al fronte.

## Produzione
Il film fu prodotto dalla Eminent Authors Pictures Inc.

## Distribuzione
Il copyright del film, richiesto da Mary Roberts Rinehart, fu registrato il 23 marzo 1920 con il numero LP14917.
Distribuito dalla Goldwyn Distributing Company e presentato da Rex Beach e Samuel Goldwyn, il film uscì nelle sale cinematografiche statunitensi il 14 marzo 1920. Nel Regno Unito, fu distribuito dalla Ducal Films il 25 gennaio 1926.
Nel 2017, la Silent Hall of Fame Enterprises lo presentò sul mercato rimasterizzato in DVD.
Nel 2020, Dangerous Days è stato proiettato durante il festival Il Cinema Ritrovato a Bologna, in una sezione dedicata ai film restaurati. La pellicola, presentata in una versione rimasterizzata da 75 minuti, ha messo in luce l'abilità del regista Reginald Barker nel combinare atmosfere complesse con contrasti stilistici, spaziando dal melodramma alla commedia sentimentale.
Copia della pellicola si trova conservata negli archivi della Cinémathéque Royale de Belgique di Bruxelles.